# Minerva (nome)
Minerva  è un nome proprio di persona italiano femminile.

## Varianti
- Alterati: Minervina
- Maschili: Minervo, Minervino

### Varianti in altre lingue
- Inglese: Minerva[1]

## Origine e diffusione

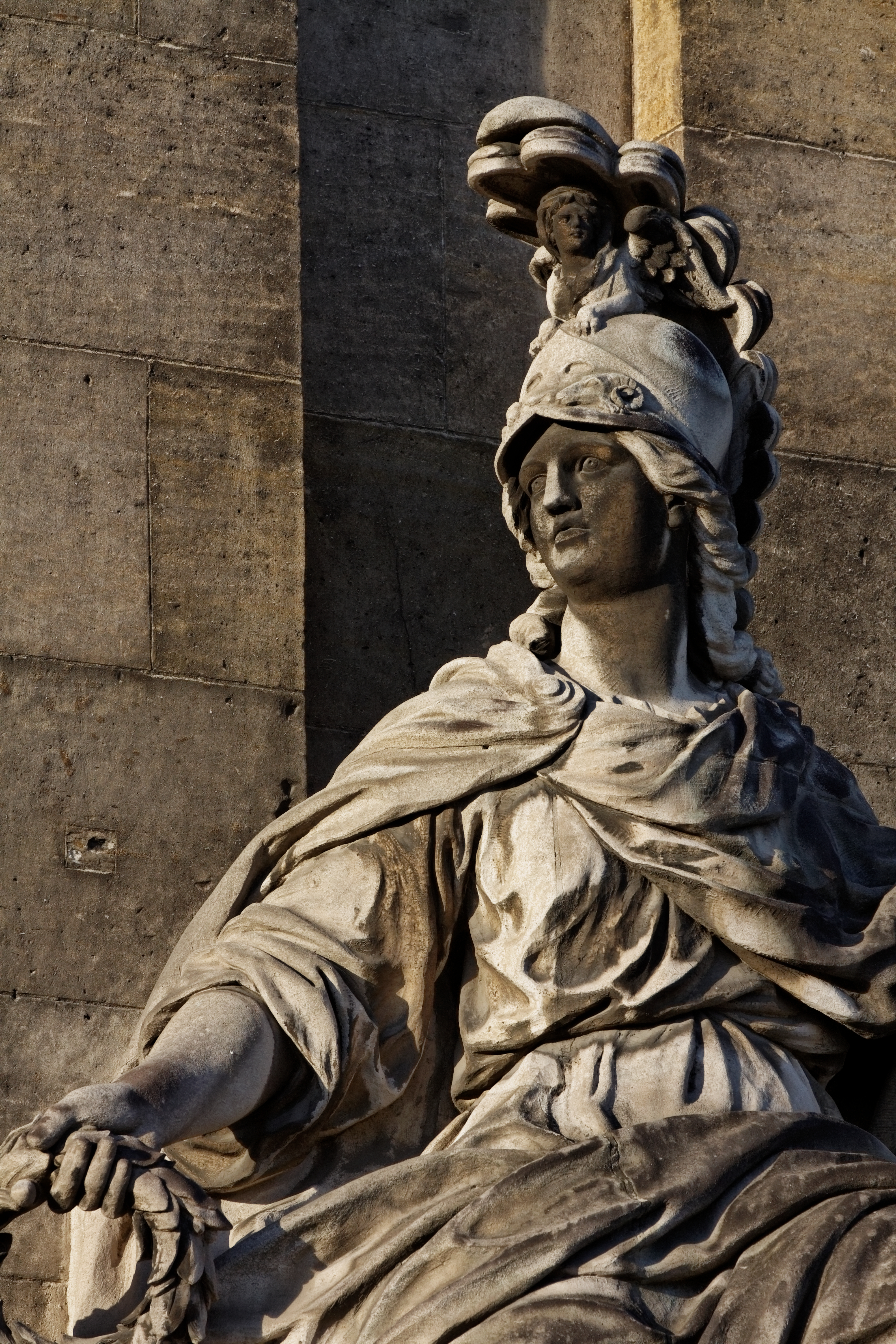
Statua di Minerva all'Hôtel des Invalides, Parigi

Riprende il nome della dea romana della saggezza Minerva. Il nome potrebbe essere derivato dal latino mens, "intelletto" o da menos, "saggezza", ma più probabilmente è di origine etrusca, avente come radice il termine protoindoeuropeo men, "mente", "comprensione", "ragione".
È in uso nella lingua inglese fin da dopo il Rinascimento. Il nome viene occasionalmente abbreviato in Minnie, che però è propriamente un diminutivo di Wilhelmina.

## Onomastico
L'onomastico si può festeggiare in ricordo di santa Minerva, martire commemorata il 23 agosto. Le forme maschili possono festeggiarlo sempre il 23 agosto in ricordo di san Minervo, martire a Lione con san Eleàzaro, oppure in memoria di san Minervino, martire a Catania con altri compagni, ricordato il 31 dicembre.

## Persone
- Minerva Josephine Chapman, pittrice statunitense
- Minerva Mirabal, rivoluzionaria dominicana
- Minerva Citlalli Hernández, politica messicana

### Variante Minervina
- Minervina, moglie di Costantino I

## Il nome nelle arti
- Minerva è un personaggio della serie animata La principessa Minerva.
- Minerva ("Minnie") è un personaggio del film del 2007 Saturno contro, diretto da Ferzan Özpetek.
- Minerva McGranitt è un personaggio della serie di romanzi e film Harry Potter, creata da J. K. Rowling.
- Minerva "Mini" McGuinness è un personaggio della serie televisiva Skins
- Minerva Paradizo è un personaggio del romanzo di Eoin Colfer Artemis Fowl: La colonia perduta.
- Minerva (Minerva Mouse) è il nome intero di Minni, storica fidanzata di Topolino.
- Minerva Stronie Goodsoup, più nota come Minnie Goodsoup, è un personaggio del videogioco La maledizione di Monkey Island.

## Toponimi
- 93 Minerva è un asteroide della fascia principale, che prende il nome dalla figura mitologica.